# Jackson, Wyoming
Jackson este un oraș cu o populație de 8.647 de locuitori (2000) în Teton, statul Wyoming. Localitatea se află în valea Jackson Hole.    Orașul are mai multe porți de intrare boltite împodobite cu coarne ale cerbilor Wapiti. Jackson este un loc de oprire a turiștilor care vor să viziteze Parcul Național Grand-Teton, Parcul Național Yellowstone sau  „National Elk Refuge”. In apropierea orașului este regiunea cu pârtii de schi. Orașul are și un aeroport „Jackson Hole Airport”.
Coordonate: 43° 28' 31" N, 110° 46' 9" W
1. ↑   https://www.jacksonwy.gov/256/Mayor-Town-Council, accesat în 13 iulie 2022 Lipsește sau este vid: |title= (ajutor)
2. ↑  2010 U.S. Gazetteer Files, accesat în 9 iulie 2020